# Silozul (serial)
Silozul (titlu original Silo) este un serial de televiziune dramatic distopic științifico-fantastic american, creat de Graham Yost⁠(d), bazat pe seria de romane Silozul (titlu original Wool / Silo) a scriitorului Hugh Howey. Este amplasat într-un viitor distopic în care există o comunitate într-un siloz subteran uriaș care are144 de niveluri.  Rebecca Ferguson este inginera Juliette Nichols care este implicată în rezolvarea misterelor silozului. În alte roluri apar Rashida Jones, David Oyelowo, Common, Tim Robbins, Harriet Walter, Avi Nash⁠(d), Rick Gomez și Chinaza Uche⁠(d).
Dezvoltarea unei adaptări cinematografice a filmului Wool a început în 2012. Până la sfârșitul deceniului, proiectul a fost abandonat și a fost preluat ulteroir ca un serial de către Apple TV+ în mai 2021. Filmările principale au început în august 2021, iar primul sezon format din zece episoade a început să fie difuzat din 5 mai 2023. A primit recenzii pozitive din partea criticilor, în special pentru construcția lumii, designul de producție și interpretarea lui Ferguson. În iunie 2023, serialul a fost reînnoit cu un al doilea sezon.

## Premisă
Într-un viitor distopic o comunitate umană trăiește într-un siloz uriaș care se întinde pe sute de nivele subterane. 10.000 de oameni trăiesc într-o societate condusă de anumite reglementări despre care cred că sunt menite să-i protejeze.

## Distribuție și personaje

### Principale
- Rebecca Ferguson ca Juliette Nichols, un inginer care lucrează la generatoarele aflate la cele mai joase niveluri ale silozului
- Rashida Jones ca Allison Becker, care lucrează în departamentul IT din Siloz și este soția lui Holston. În timpul încercărilor soților de a concepe un copil, ea devine suspicioasă cu privire la adevărata istorie a Silozului și la modul în care este guvernat.
- David Oyelowo ca Holston Becker, soțul devotat al lui Allison și șeriful Silozului
- Common ca Robert Sims, șeful de securitate al Judecătorilor, care menține ordinea în Siloz
- Tim Robbins ca Bernard Holland, șeful strict al Departamentului IT al Silozului
- Harriet Walter ca Martha Walker, un inginer electrician care conduce un atelier de reparații la nivelurile inferioare ale Silozului și acționează ca o figură parentală pentru Juliette.
- Avi Nash⁠(d) ca Lukas Kyle, un analist de sisteme al Departamentului IT care este curios despre lumea din afara Silozului
- Rick Gomez ca Patrick Kennedy, un lucrător de la întreținere și fost contrabandist de „relicve”, obiecte din lumea de dinaintea Silozului
- Chinaza Uche⁠(d) ca Paul Billings, noul șerif desemnat și un fost executor judiciar care este afectat de „Sindrom”, o afecțiune care provoacă tremurături⁠(d).

### Secundare
- Will Patton⁠(d) ca Samuel „Sam” Marnes, un ajutor de șerif care lucrează sub conducerea șerifului Holston și îndeaproape cu primărița Jahns
- Ferdinand Kingsley⁠(d) ca George Wilkins, un pasionat de computere care are un atelier de reparații. El o caută pe Allison pentru a-l ajuta să descopere secretele Silozului.
- Shane McRae⁠(d) în rolul lui Knox, șeful nivelului mecanic al Silozului și șeful Juliettei
- Billy Postlethwaite⁠(d) ca Hank, un ajutor de șerif care lucrează la nivelurile inferioare
- Chipo Chung⁠(d) ca Sandy, o funcționară în biroul departamentului șerifului
- Remmie Milner ca Shirley Campbell, inginer și unul dintre colegii lui Juliette
- Matt Gomez Hidaka ca Cooper, un inginer începător la nivelurile inferioare și umbra Juliettei
- Iain Glen⁠(d) ca medicul Pete Nichols, un obstetrician și tatăl Juliettei, care s-a înstrăinat de ea încă din adolescență.
- Caitlin Zoz ca Kathleen Billings, soția lui Paul și mama fiicei lor

### Invitați
- Geraldine James⁠(d) ca Ruth Jahns, primarul ales al Silozului
- Sophie Thompson⁠(d) ca Gloria Hildebrandt, o femeie paranoică care a devenit consilierul de fertilitate al Silozului după ce nu a reușit să conceapă ea însăși un copil
- Sienna Guillory⁠(d) ca Hanna Nichols, un chirurg și mama decedată a Juliettei
- Henry Garrett⁠(d) ca Douglas Trumbull, un agent al Judecătorilor care este loial lui Sims
- Amelie Child-Villiers ca tânăra Juliette
- Ida Brooke ca tânăra Shirley
- Charlie Coombes în rolul tânărului Knox
- Tanya Moodie⁠(d) în rolul judecătorului Meadows, șeful Serviciului Judiciar care pune în aplicare Pactul, o listă de reguli pe care toți locuitorii Silozului trebuie să le respecte
- Sonita Henry ca Regina Jackson, o fostă vânzătoare de relicve și iubita lui George
- Will Merrick⁠(d) ca Danny, un hacker criminal care perturbează rețeaua de securitate a departamentului IT
- Clare Perkins⁠(d) în rolul Carlei, fosta soție a Marthei care lucrează în departamentul de aprovizionare

## Episoade

### Sezonul 1 (2023)
| Nr. | Titlu               | Regizat de        | Scris de                          | Data lansării |
| --- | ------------------- | ----------------- | --------------------------------- | ------------- |
| 1   | „Freedom Day”       | Morten Tyldum⁠(d)  | Graham Yost⁠(d)                    | 5 mai 2023    |
| 2   | „Holston's Pick”    | Morten Tyldum     | Jessica Blaire & Cassie Pappas⁠(d) | 5 mai 2023    |
| 3   | „Machines”          | Morten Tyldum     | Ingrid Escajeda                   | 12 mai 2023   |
| 4   | „Truth”             | David Semel⁠(d)    | Remi Aubuchon⁠(d)                  | 19 mai 2023   |
| 5   | „The Janitor's Boy” | David Semel       | Graham Yost                       | 26 mai 2023   |
| 6   | „The Relic”         | Bert & Bertie⁠(d)  | Aric Avelino                      | 2 iunie 2023  |
| 7   | „The Flamekeepers”  | Bert & Bertie     | Jessica Blaire                    | 9 iunie 2023  |
| 8   | „Hanna”             | Adam Bernstein⁠(d) | Jeffery Wang & Ingrid Escajeda    | 16 iunie 2023 |
| 9   | „The Getaway”       | Adam Bernstein    | Lekethia Dalcoe                   | 23 iunie 2023 |
| 10  | „Outside”           | Adam Bernstein    | Fred Golan⁠(d)                     | 30 iunie 2023 |

### Sezonul 2 (2024)
| Nr. în serial | Nr. în sezon | Titlu           | Regizat de       | Scris de             | Data lansării     |
| ------------- | ------------ | --------------- | ---------------- | -------------------- | ----------------- |
| 11            | 1            | „The Engineer”  | Michael Dinner   | Graham Yost          | 15 noiembrie 2024 |
| 12            | 2            | „Order”         | Michael Dinner   | Fred Golan           | 22 noiembrie 2024 |
| 13            | 3            | „Solo”          | Aric Avelino     | Cassie Pappas        | 27 noiembrie 2024 |
| 14            | 4            | „The Harmonium” | Aric Avelino     | Sal Calleros         | 6 decembrie 2024  |
| 15            | 5            | „Descent”       | Amber Templemore | Jenny DeArmitt-Stran | 13 decembrie 2024 |
| 16            | 6            | „Barricades”    | Michael Dinner   | Jeffery Wang         | 20 decembrie 2024 |
| 17            | 7            | „The Dive”      |                  | Katherine DiSavino   | 27 decembrie 2024 |
| 18            | 8            |                 |                  | Remi Aubuchon        | 3 ianuarie 2025   |
| 19            | 9            |                 |                  | Jessica Blaire       | 10 ianuarie 2025  |
| 20            | 10           |                 | Amber Templemore | Aric Avelino         | 17 ianuarie 2025  |

Amber Templemore a regizat patru episoade, inclusiv ultimul episod.

## Producție

### Dezvoltare
Dezvoltarea proiectului a fost anunțată ca un lungmetraj de 20th Century Fox, care a negociat pentru achiziționarea drepturilor de autor ale cărții electronice auto-publicate Wool de Hugh Howey la 11 mai 2012. Cinci zile mai târziu, 20th Century Fox a achiziționat drepturile de autor, cu Ridley Scott și Steven Zaillian printre cei atașați ca producători. La 28 noiembrie, a fost anunțat că J Blakeson⁠(d) era în negocieri pentru a scrie și a regiza filmul. S-a anunțat apoi pe 5 iunie 2015 că Nicole Perlman⁠(d) va rescrie scenariul, Blakeson nemaifiind implicat în proiect. Filmul a fost în cele din urmă abandonat ca urmare a achiziției 21st Century Fox de către Disney.
La 30 iulie 2018, o nouă iterație a proiectului era în curs de dezvoltare pentru televiziune la AMC, cu LaToya Morgan⁠(d) atașată să scrie în cadrul contractului ei general la AMC Studios. Serialul s-a mutat în cele din urmă pe Apple TV+ la 20 mai 2021, cu o comandă pentru zece episoade. Graham Yost⁠(d) l-a înlocuit pe Morgan ca autor și creator, marcând astfel a treia serie a sa la Apple TV+ în cadrul acordului său general cu rețeaua. Morten Tyldum⁠(d) a fost, de asemenea, atașat ca producător direct și executiv, cu Yost ca showrunner. Serialul a fost reînnoit cu un al doilea sezon în iunie 2023.

### Casting
După anunțul comenzii serialului, s-a anunțat imediat și că Rebecca Ferguson a fost distribuită într-un rol principal. Tim Robbins s-a alăturat distribuției în august 2021, iar Rashida Jones, David Oyelowo, Common, Harriet Walter, Avi Nash și Chinaza Uche s-au alăturat în lunile următoare.

### Filmări
Filmările principale au început la sfârșitul lunii august 2021 în Hoddesdon, Hertfordshire și au fost programate până în al doilea trimestru al anului 2022. Mark Patten, David Luther și Laurie Rose au fost directori de imagine. Gavin Bocquet a fost designerul de producție, creditat cu designul silozului. Setul principal este format din trei niveluri de scări decorate pentru a reprezenta anumite locații.
La al doilea sezon s-au început filmările la sfârșitul lunii iunie 2023 la Hoddesdon Studios, folosind același set ca și sezonul unu.

### Muzică
În martie 2023, Atli Örvarsson⁠(d) a fost desemnat compozitor al seriei. Acesta a mai colaborat cu Tyldum la serialul Apple TV+ Defending Jacob.
 

## Lansare
Silozul a avut o proiecție specială în timpul Canneseries 2023⁠(d), în 14 aprilie 2023. Serialul de televiziune a avut premiera pe Apple TV+ în   5 mai 2023, cu primele două episoade disponibile imediat, iar restul au fost difuzate săptămânal până în  30 iunie.

## Recepție
Site-ul web de agregare de recenzii Rotten Tomatoes a raportat un rating de aprobare de 88%, cu o evaluare medie de 7,4/10, pe baza a 57 de recenzii critice. Consensul criticilor site-ului spune: „Cu o scriere inteligentă, un design de producție uimitor și puterea inestimabilă a vedetei Rebeccai Ferguson, Silozul este o cutie misterioasă care merită deschisă”. Metacritic a atribuit un scor de 75 din 100 pe baza a 20 de critici, indicând „recenzii favorabile în general”.